# スマイラ・サマキ
スーマイラ・サマキ（Soumaila Samake、1978年3月18日 - ）は、マリ共和国のプロバスケットボール選手。中国男子プロバスケットボールリーグCBAの吉林ノースイーストタイガースに所属している。ブグニ出身。ポジションはセンター。215cm、104kg。日本語でソウマイラ・サマキと表記される事もある。